# 조아제약
조아제약(영어: Cho-a Pharmaceutical) 1988년 9월 1일 설립 한 앰플, 전문, 일반의약품, 의약외품, 건강기능식품으로 만든 기업이다.

## 사업장 현황
- 함안공장 : 경상남도 함안군 함안면 광정로 318 파수농공단지내